# Star Wars: The Bad Batch
Star Wars: The Bad Batch (también conocido como Star Wars: La remesa mala en España, y Star Wars: El Lote Malo en Hispanoamérica) es una serie animada estadounidense creada por Dave Filoni para el servicio de transmisión Disney+. Es parte de la franquicia Star Wars, actuando como una secuela y spin-off de la serie Star Wars: The Clone Wars, explorando las secuelas de la Orden 66 y el final de las Guerras Clon. La serie sigue a la Fuerza Clon 99, un escuadrón único de soldados clon con mutaciones genéticas que resisten la Orden 66 y huyen en los primeros días del Imperio Galáctico. A ellos se une Omega, una joven clon femenino. 
Dee Bradley Baker da voz a los soldados clon de la serie, incluido el escuadrón titular de clones de élite con mutaciones genéticas y  Michelle Ang interpreta a Omega, un clon femenino que se une al equipo. La serie fue ordenada oficialmente por Disney + en julio de 2020 como un spin-off de The Clone Wars, basada en una idea del creador de la franquicia George Lucas. The Bad Batch es producido por Lucasfilm Animation, con Jennifer Corbett como guionista principal y Brad Rau como director supervisor. Filoni, Corbett y Rau son adjuntos como productores ejecutivos. 
La primera temporada está compuesta por 16 episodios y se estrenó el 4 de mayo de 2021, una segunda temporada, también de 16 episodios, se estrenó el 4 de enero de 2023. Una tercera y última temporada se anunció en abril de 2023; compuesta de 15 episodios, se estrenó desde 21 de febrero al 1 de mayo de 2024. La serie ha recibido críticas positivas de la crítica, particularmente por su animación y actuación de voz.

## Argumento
Presentados por primera vez en Star Wars: The Clone Wars, la «Fuerza Clon 99», también conocidos como el «Bad Batch», son un grupo de soldados clones de élite defectuosos con mutaciones genéticas convenientes integrados por: su líder y sargento clon, experto cazador y rastreador Hunter, el soldado clon experto en electrónica y cerebro del equipo Tech, el soldado clon de gran tamaño y con super fuerza Wrecker, el soldado clon y experto francotirador del grupo Crosshair y su última inclusión el soldado clon regular de la Legión 501 y ahora mitad cyborg Echo, los cuales emprenden misiones mercenarias durante toda la guerra de los clones. 
Sin embargo tras la ejecución de la siniestra Orden 66 y el alzamiento del Imperio Galáctico, el grupo queda en la mira del Imperio por desobedecer la Orden 66, pasando a ser ahora clones fugitivos y traidores buscados. Además de ello, también conocen a una misteriosa niña llamada Omega, que resulta ser el primer clon femenino inalterado de Jango Fett y quien admira a este grupo de clones de elite y sueña con unirse a ellos en sus aventuras.
Al mismo tiempo, la serie muestra el proceso que encabeza el almirante Wilhuff Tarkin de eliminar gradualmente el uso de soldados clones dentro de las filas del Imperio y pasar a utilizar reclutas humanos (los futuros stormtroppers), las historias de otros clones después del final de la Guerra de los Clones, incluido cómo algunos comienzan a cuestionar la Orden 66 y cómo los recursos de clonación imperiales se redirigen al "Projecto Nigromante": un proyecto secreto para clonar a Palpatine con el fin de ya preservar desde sus primeros días el legado del Imperio. 

## Reparto y personajes

### Principales
- Dee Bradley Baker como todos los miembros del Bad Batch: Un escuadrón de elite de soldados clones con mutaciones genéticas conocida como la «Fuerza Clon 99» (también conocido como Bad Batch).[7] El creador de Star Wars, George Lucas, quería que The Bad Batch explorara clones que son más únicos que los demás, cada uno con habilidades especiales, pero no quería que fueran superhéroes.[8] El equipo está conformado por Hunter, el líder del equipo que tiene sentidos mejorados y se describe como un "maestro rastreador"; Wrecker, que tiene músculos mejorados y un esqueleto reforzado que lo hace muy fuerte; Crosshair, un hábil francotirador; Tech, un genio que se especializa en tecnología; y Echo, un antiguo clon normal o "reg" que se convirtió en un cyborg mediante horribles experimentos y que ahora puede interactuar con sistemas informáticos. [9]A pesar de ser clones, Baker se aseguró de que el equipo tuviera diferencias notables en cada voz, como la precisión de Tech y Crosshair que sonaba como una "serpiente enroscada". [10]
  - Baker también da voz a los otros clones de la serie, incluidos Cut Lawquane y los capitanes Rex, Howzer, Gregor, Wilco, los Comandantes Cody y Mayday y los comando clon Gregor y Scorch. Baker además interpreta a Barton Coburn, un almirante imperial y proporcionó los sonidos para Batcher, un sabueso lurca del que Omega se hace amigo en Tantiss. [11]
- Michelle Ang como Omega: Una joven clon que trabaja como asistente médica en Kamino junto a Nala Se. Es el primer clon femenino sin alteraciones genéticas de Jango Fett y en cierto modo se la considera como la hermana menor de Boba Fett. La joven admira mucho al Bad Batch y sueña con ser parte de ellos.[12]Para crear la voz de Omega, Ang usó su propio acento de Nueva Zelanda pero alteró su tono y estado mental para darle al personaje una "juventud". Ang también se inspiró al ver a su hijo pequeño tener nuevas experiencias. [13]

### Recurrentes

#### Presentados en la Primera temporada
- Gwendoline Yeo como Nala Se: Una científica Kaminoana a cargo del proceso de clonación del ejército de clones, inicialmente en la serie de Star Wars: The Clone Wars fungió como cómplice en todo el complot relacionado con los chips inhibidores en los cerebros de todos los clones en relación con la siniestra Orden 66 en contra de los Jedi, pero tras darse cuenta de que el Imperio cancelaria la producción de clones y con tal de enmendar y expiar sus errores pasados contra los Jedi, decidió ponerse a favor de salvar al Bad Batch y a la niña Omega y de paso evitar que toda la tecnología de clonación termine en manos de los Sith y del Imperio.
- Bob Bergen como Lama Su: Es introducido durante el Episodio II y funge como el primer ministro del planeta Kamino, durante la Serie Star Wars: The Clone Wars y al igual que Nala Se, también estuvo involucrado en el complot relacionado con los chips inhibidores en los cerebros de todos los soldados clones en relación con la siniestra Orden 66, pero al descubrir que el naciente Imperio Galáctico cancelaria de forma definitiva la producción de soldados clones, este trata de capturar a la niña Omega para tratar de iniciar un plan de emergencia ante este oscuro panorama.
- Ben Diskin como AZI-3: un droide médico del planeta Kamino, el cual fue introducido en la serie Star Wars: The Clone Wars y acompañó al difunto soldado clon Fives en la investigación relacionada con los chips inhibidores que provocaban la Orden 66.
- Stephen Stanton como el almirante Wilhuff Tarkin: Un oficial de alto rango del recién creado Imperio Galáctico; en esta serie se explora los inicios de este personaje, mucho antes de tener su cargo de Moff.[14]
  - Stanton también da voz a Mas Amedda, el Gran Visir, segundo al mando del Emperador Palpatine.
- Noshir Dalal como vicealmirante Rampart: Un oficial imperial responsable del nuevo sistema de registro de código de cadena y los reclutamientos del ejército imperial.
- Dahéli Hall como ES-04: un soldado de escuadrón de élite imperial.
- Rhea Perlman como Ciddarin 'Cid' Scaleback: Una trandoshana y ex informante Jedi que proporciona trabajo mercenario al Bad Batch, hasta que finalmente los traiciona y los entrega al Imperio para salvar su cuello.
- Liam O'Brien como Bolo: un ithoriano habitual en el salón de Cid.
- Sam Riegel como Ketch: un weequay habitual en el salón de Cid.
- Tina Huang como ES-02: un soldado de escuadrón de élite imperial.
- Ness Bautista como ES-03: un soldado de escuadrón de élite imperial.
- Helen Sadler como la Doctora Scaler: miembro de la División Imperial de Ciencia Avanzada.

#### Introducidos en la Segunda temporada
- Wanda Sykes como Phee Genoa: Una pirata que tiene contratos con Cid.[15]
- Jennifer Hale como Riyo Chuchi: Una senadora integrante del Senado Imperial en representación del planeta Pantoria y una antigua amiga de la difunta Senadora de Naboo, Padme Amidala, actualmente busca el derogar la ley de reclutamiento Imperial y lucha por los derechos de los soldados clones en su representación en el Senado Imperial.[16]
- Jimmi Simpson como el Doctor Royce Hemlock: El director científico de la instalación secreta de clonación imperial en el Monte Tantiss.[17]
- Keisha Castle-Hughes como Emerie Karr: La administradora imperial de las instalaciones de Monte Tantiss, que más tarde se revela como la hermana genética de Omega y de Boba Fett.

### Estrellas Invitadas

#### Temporada 1
- Ming-Na Wen como Fennec Shand: una joven cazarrecompensas y francotiradora de élite que hace una especie de alianza con el Bad Batch en ciertas ocasiones.[18]
- Andrew Kishino como Saw Gerrera: un luchador y también terrorista de la entonces naciente Alianza Rebelde.[19]
- Archie Panjabi como Depa Billaba: La maestra Jedi de Caleb Dume.
- Freddie Prinze Jr. como Caleb Dume: el padawan de Depa Billaba, que sobrevive la Orden 66 en Kaller. Prinze interpreta a una versión mayor del personaje en Star Wars Rebels. [20]
- Ian McDiarmid como Emperador Palpatine / Darth Sidious: El Emperador del Imperio Galáctico, así como el Señor Oscuro de los Sith.
- Cara Pifko como Suu Lawquane: La esposa de Cut Lawquane.
- Kath Soucie como Jek Lawquane: El hijo de Cut Lawquane y Suu.
- Brigitte Kali como Trace Martez: Una ex contrabandista convertida en luchadora por la libertad y hermana menor de Rafa.
- Elizabeth Rodríguez como Rafa Martez: Una ex contrabandista convertida en luchadora por la libertad y hermana mayor de Trace.
- Corey Burton como Cad Bane: un infame cazarrecompensas contratado para recuperar a Omega. 
  - Burton también da voz a Gobi Glie, el tío de Hera y subordinado de Cham Syndulla
- Seth Green como Todo 360: Un droide de servicio propiedad de Bane.
- Vanessa Marshall como Hera Syndulla: La hija de Cham Syndulla, aspirante a piloto y luchadora por la libertad. Marshall, quien también interpreta al personaje en Star Wars Rebels, usó un acento francés para la Hera más joven para que coincida con los acentos nativos de los Rylothianos Twi'lek que se escuchan de otros personajes.[21][22]
- Robin Atkin Downes como Cham Syndulla: un famoso luchador por la libertad twi'lek y padre de Hera.
- Phil LaMarr como Orn Free Taa: El corrupto senador imperial de Ryloth.
  - LaMarr también da voz a Bail Organa, senador de Alderaan.
- CC1-10P, conocido como "Chopper": El irritable droide astromecánico que pertenece a Hera, el cual tendrá un papel más importante en el futuro en Star Wars Rebels.
- Tom Taylorson como Roland Durand: Un jefe criminal devaroniano.

#### Temporada 2
- Héctor Elizondo como Romar Adell: un ciudadano de Serenno que se escondió después de que el Imperio bombardeara el planeta.
- Tasia Valenza como Tawni Ames: la gobernadora separatista de Desix, que se opone a la ocupación del Imperio.
- Max Mittelman como Grotton: un gobernador imperial enviado a Desix.
- Ben Schwartz como Tay-0: un droide que participa en las carreras de Cid.
- Ernie Hudson como Grini Millegi: un gánster que era socio de Cid y supervisa las carreras en el planeta Safa Toma.
- Jonathan Lipow como Gungi: un joven Jedi wookiee que sobrevivió a la Orden 66 y a la Gran Purga Jedi que huye del Imperio.[23]
  - También Lipow da voz a Mokko, un esclavista y jefe de una banda de carroñeros.
- Sharon Duncan-Brewster como Tynnra Pamlo: senadora de Taris y miembro del Senado Imperial. Duncan-Brewster retoma su papel de Rogue One.
- Yuri Lowenthal como Benni Baro: un carroñero adolescente y minero de ipsium.
- Crispin Freeman como el teniente Nolan: Un teniente imperial con particular desdén por los clones y el oficial al mando de Crosshair en Barton-4.[24]
- Imari Williams como Shep Hazard: El alcalde de Pabu, padre de Lyanna y buen amigo de Phee Genoa.
- Andy Allo como Lyanna Hazard: La hija de Shep y sobrina de Phee Genoa. Rápidamente se hace amiga de Omega.
- Ben Mendelsohn como Orson Krennic: Un comandante imperial encargado del Proyecto Estrella de la Muerte.

#### Temporada 3
- Anjelica Huston como Lady Isa Durand: La líder del Sindicato Durand.
- Daniel Logan como Mox: Un joven clon que el Imperio se llevó a Kamino y posteriormente fue encarcelado en una de las instalaciones del Dr. Hemlock. [25]
- Julian Dennison como Deke y Stak: 2 jóvenes cadetes clones que acompañan a Mox.
- Harry Lloyd como el Capitán Mann: Un oficial imperial corrupto a cargo de la guarnición en el planeta Lau. [26]

- Nika Futterman como Asajj Ventress: La antigua aprendiz Sith del difunto Lord Sith el Conde Dooku, la cual debido a su traición se volvió una cazarrecompensas durante la Guerra de los clones.[27]La aparición de Ventress en la serie pretende "alinearse" con los eventos de la novela Star Wars: Dark Disciple, que adaptó un arco argumental planeado de The Clone Wars que nunca se produjo y donde aparentemente muestra a Ventress morir.
  - Futterman interpreta en la primera temporada a Shaeeah Lawquane, la hija del clon desertor Cut Lawquane.

## Episodios
| Temporada | Temporada | Episodios | Episodios | Emisión original      | Emisión original     |
| Temporada | Temporada | Episodios | Episodios | Primera emisión       | Última emisión       |
| --------- | --------- | --------- | --------- | --------------------- | -------------------- |
|           | 1         | 16        | 16        | 4 de mayo de 2021     | 13 de agosto de 2021 |
|           | 2         | 16        | 16        | 4 de enero de 2023    | 29 de marzo de 2023  |
|           | 3         | 15        | 15        | 21 de febrero de 2024 | 1 de mayo de 2024    |

### Temporada 1 (2021)
| N.º en serie | N.º en temp. | Título             | Dirigido por                                  | Escrito por                    | Fecha de emisión original |
| ------------ | ------------ | ------------------ | --------------------------------------------- | ------------------------------ | ------------------------- |
| 1            | 1            | «Aftermath»        | Stewart Lee, Saul Ruiz & Nathaniel Villanueva | Jennifer Corbett & Dave Filoni | 4 de mayo de 2021         |
| 2            | 2            | «Cut and Run»      | Steward Lee                                   | Gursimran Sandhu               | 7 de mayo de 2021         |
| 3            | 3            | «Replacements»     | Nathaniel Villanueva                          | Matt Michnovetz                | 14 de mayo de 2021        |
| 4            | 4            | «Cornered»         | Saul Ruiz                                     | Christian Taylor               | 21 de mayo de 2021        |
| 5            | 5            | «Rampage»          | Steward Lee                                   | Tamara Becher-Wilkinson        | 28 de mayo de 2021        |
| 6            | 6            | «Decommissioned»   | Nathaniel Villanueva                          | Amanda Rose Muñoz              | 4 de junio de 2021        |
| 7            | 7            | «Battle Scars»     | Saul Ruiz                                     | Jennifer Corbett               | 11 de junio de 2021       |
| 8            | 8            | «Reunion»          | Stewart Lee                                   | Christian Taylor               | 18 de junio de 2021       |
| 9            | 9            | «Bounty Lost»      | Brad Rau y Nathaniel Villanueva               | Matt Michnovetz                | 25 de junio de 2021       |
| 10           | 10           | «Common Ground»    | Saul Ruiz                                     | Gursimran Sandhu               | 2 de julio de 2021        |
| 11           | 11           | «Devil's Deal»     | Steward Lee                                   | Tamara Becher-Wilkinson        | 9 de julio de 2021        |
| 12           | 12           | «Rescue on Ryloth» | Nathaniel Villanueva                          | Jennifer Corbett               | 16 de julio de 2021       |
| 13           | 13           | «Infested»         | Saul Ruiz                                     | Amanda Rose Muñoz              | 23 de julio de 2021       |
| 14           | 14           | «War-Mantle»       | Steward Lee                                   | Damani Johnson                 | 30 de julio de 2021       |
| 15           | 15           | «Return to Kamino» | Nathaniel Villanueva                          | Matt Michnovetz                | 6 de agosto de 2021       |
| 16           | 16           | «Kamino Lost»      | Saul Ruiz                                     | Jennifer Corbett               | 13 de agosto de 2021      |

### Temporada 2 (2023)
| N.º en serie | N.º en temp. | Título                   | Dirigido por                    | Escrito por                        | Fecha de emisión original |
| ------------ | ------------ | ------------------------ | ------------------------------- | ---------------------------------- | ------------------------- |
| 17           | 1            | «Spoils of War»          | Stewart Lee                     | Jennifer Corbett                   | 4 de enero de 2023        |
| 18           | 2            | «Ruins of War»           | Nathaniel Villanueva            | Gina Lucita Monreal                | 4 de enero de 2023        |
| 19           | 3            | «The Solitary Clone»     | Saúl Ruiz                       | Amanda Rose Muñoz                  | 11 de enero de 2023       |
| 20           | 4            | «Faster»                 | Stewart Lee                     | Matt Michnovertz                   | 18 de enero de 2023       |
| 21           | 5            | «Entombed»               | Nathaniel Villanueva            | Christopher Yost                   | 25 de enero de 2023       |
| 22           | 6            | «Tribe»                  | Steward Lee                     | Matt Michnovetz                    | 1 de febrero de 2023      |
| 23           | 7            | «The Clone Conspiracy»   | Nathaniel Villanueva            | Ezra Nachman                       | 8 de febrero de 2023      |
| 24           | 8            | «Truth and Consequences» | Stewart Lee                     | Damani Johnson                     | 8 de febrero de 2023      |
| 25           | 9            | «The Crossing»           | Nathaniel Villanueva            | Brooke Roberts                     | 15 de febrero de 2023     |
| 26           | 10           | «Retrieval»              | Steward Lee                     | Moisés Zamora                      | 22 de febrero de 2023     |
| 27           | 11           | «Metamorphosis»          | Saul Ruiz                       | Sabir Pirzada                      | 1 de marzo de 2023        |
| 28           | 12           | «The Outpost»            | Nathaniel Villanueva & Brad Rau | Jennifer Corbett                   | 8 de marzo de 2023        |
| 29           | 13           | «Pabu»                   | Steward Lee                     | Amanda Rose Muñoz                  | 15 de marzo de 2023       |
| 30           | 14           | «Tipping Point»          | Saúl Ruiz                       | Jennifer Corbett & Matt Michnovetz | 22 de marzo de 2023       |
| 31           | 15           | «The Summit»             | Nathaniel Villanueva            | Matt Michnovetz                    | 29 de marzo de 2023       |
| 32           | 16           | «Plan 99»                | Steward Lee                     | Jennifer Corbett                   | 29 de marzo de 2023       |

### Temporada 3 (2024)
| N.º en serie | N.º en temp. | Título                    | Dirigido por                      | Escrito por                        | Fecha de emisión original |
| ------------ | ------------ | ------------------------- | --------------------------------- | ---------------------------------- | ------------------------- |
| 33           | 1            | «Confined»                | Saul Ruiz                         | Jennifer Corbett                   | 21 de febrero de 2024     |
| 34           | 2            | «Paths Unknown»           | Nathaniel Villanueva              | Matt Michnovertz                   | 21 de febrero de 2024     |
| 35           | 3            | «Shadows of Tantiss»      | Stewart Lee                       | Matt Michnovertz                   | 21 de febrero de 2024     |
| 36           | 4            | «A Different Approach»    | Saul Ruiz                         | Ezra Nachman                       | 28 de febrero de 2024     |
| 37           | 5            | «The Return»              | Nathaniel Villanueva              | Amanda Rose Muñoz                  | 6 de marzo de 2024        |
| 38           | 6            | «Infiltration»            | Stewart Lee                       | Brad Rau                           | 13 de marzo de 2024       |
| 39           | 7            | «Extraction»              | Saul Ruiz                         | Jennifer Corbett & Matt Michnovetz | 13 de marzo de 2024       |
| 40           | 8            | «Bad Territory»           | Nathaniel Villanueva              | Matt Michnovetz                    | 20 de marzo de 2024       |
| 41           | 9            | «The Harbinger»           | Stewart Lee                       | Jennifer Corbett                   | 27 de marzo de 2024       |
| 42           | 10           | «Identity Crisis»         | Saul Ruiz                         | Amanda Rose Muñoz                  | 3 de abril de 2024        |
| 43           | 11           | «Point of No Return»      | Nathaniel Villanueva              | Amanda Rose Muñoz                  | 3 de abril de 2024        |
| 44           | 12           | «Juggernaut»              | Stewart Lee                       | Ezra Nachman                       | 10 de abril de 2024       |
| 45           | 13           | «Into the Breach»         | Saul Ruiz                         | Brad Rau                           | 17 de abril de 2024       |
| 46           | 14           | «Flash Strike»            | Nathaniel Villanueva              | Brad Rau                           | 24 de abril de 2024       |
| 47           | 15           | «The Cavalry Has Arrived» | Steward Lee, Saul Ruiz & Brad Rau | Jennifer Corbett                   | 1 de mayo de 2024         |

## Producción

### Antecedentes
Después de que Disney adquiriera Lucasfilm en octubre de 2012, la serie de televisión animada de Star Wars, Star Wars: The Clone Wars fue cancelada en marzo de 2013.  Se dio prioridad a una nueva serie animada, Star Wars Rebels.  Lucasfilm dijo que algunos episodios inacabados de The Clone Wars aún se publicarían como "contenido adicional",  incluido un arco de cuatro episodios que presenta un escuadrón de soldados clon con mutaciones genéticas conocidas como Bad Batch. La idea de esta historia vino directamente del creador original de Star Wars, George Lucas. Los cuatro episodios se mostraron, como carretes de historias inacabadas, en la Star Wars Celebration Anaheim en abril de 2015.  En 2016, el director supervisor de Star Wars: The Clone Wars y Star Wars Rebels, Dave Filoni, había dado un paso atrás de esa posición en la última serie para poder concentrarse en la escritura de las series, así como en el desarrollo de futuras series animadas para Lucasfilm. En julio de 2018, Filoni anunció que se lanzaría una última temporada de The Clone Wars en el servicio de transmisión Disney+ en 2020. La temporada incluyó un arco de cuatro episodios que presenta un escuadrón de soldados clon con mutaciones genéticas conocidas como «Bad Batch».

### Desarrollo
Disney ordenó oficialmente una nueva serie de Lucasfilm Animation en julio de 2020 titulada Star Wars: The Bad Batch, un spin-off de la temporada final de The Clone Wars después de las Guerras Clon. Dave Filoni se desempeña como productor ejecutivo junto con Athena Portillo de Lucasfilm, el director supervisor Brad Rau y la escritora principal Jennifer Corbett, con Carrie Beck y Josh Rimes de Lucasfilm como coproductor ejecutivo y productor, respectivamente. Filoni describió la serie como parecida a The Clone Wars y dijo que se mantendría fiel a la visión de George Lucas para contar historias de aventuras épicas y emocionantes. En agosto de 2021, antes del lanzamiento del final de la primera temporada en dos partes, la serie se renovó oficialmente para una segunda temporada. En abril de 2023, durante Star Wars Celebration, se anunció que The Bad Batch recibirá una tercera temporada a estrenarse en 2024, que concluirá la serie. Rau pretendía que la serie durara tres temporadas desde su concepción y estaba satisfecho de que la serie podría completarse dentro de tal alcance después de que se terminaron las dos primeras. Rau dijo que la serie terminaría la historia de Bad Batch, pero no sería el final del "universo Clone Wars". 

### Casting
El primer avance de la serie, que se lanzó en diciembre de 2020, confirmó que Dee Bradley Baker regresaría de The Clone Wars como la voz de todos los soldados clon de la serie, incluidos los miembros de Bad Batch y el Capitán Rex. También reveló que una versión más joven del personaje Fennec Shand de The Mandalorian aparecería en la serie, y la actriz Ming-Na Wen pronto confirmó que volvería a interpretar su papel como Shand. Además, Stephen Stanton y Andrew Kishino repitieron sus papeles como el almirante Tarkin y Saw Gerrera, respectivamente.

### Música
En enero de 2021, se confirmó que Kevin Kiner iba a componer la música de la serie después de hacerlo en The Clone Wars y Rebels. Escribió el tema Bad Batch para la última temporada de The Clone Wars y describió su partitura para The Bad Batch como una evolución de su predecesor con una mezcla de elementos electrónicos y orquestales. Kiner se inspiró en las bandas sonoras de The Guns of Navarone (1961) y The Dirty Dozen (1967), que presentan una banda de personajes similares a The Bad Batch. 
La música de Kiner para la primera temporada fue lanzada digitalmente por Walt Disney Records en dos volúmenes: la música de los primeros ocho episodios se lanzó el 25 de junio de 2021 y la música de los últimos ocho episodios se lanzó el 20 de agosto. Una pista de la primera temporada, titulado "Enter the Bad Batch", fue lanzado digitalmente como sencillo el 13 de mayo 
Un tercer volumen, con música de los primeros ocho episodios de la segunda temporada de The Bad Batch, se lanzó digitalmente el 17 de febrero de 2023.  Se lanzó un cuarto volumen, con selecciones de música de los últimos ocho episodios de la segunda temporada el 7 de abril de 2023. Se espera que la música de la tercera y última temporada se publique en dos volúmenes: la música de los primeros ocho episodios se lanzó digitalmente el 29 de marzo de 2024; Se espera que la música de los últimos siete episodios se lance en algún momento de mayo. 

## Lanzamiento
La presidenta de Lucasfilm, Kathleen Kennedy, promovió la serie durante el evento del Investor Day de Disney de 2020, revelando el primer tráiler de la serie. Jacob Oller de Syfy Wire sintió que el tráiler hacía que la serie pareciera una versión más de acción de The Clone Wars, y la comparó con la serie de televisión de los años 80 The A-Team. Star Wars: The Bad Batch se estrenó en Disney+ el 4 de mayo de 2021, en el día de Star Wars.
El 5 de agosto de 2021 se anunció que la serie fue renovada para una segunda temporada. La segunda temporada se estrenó el 4 de enero de 2023, con dos episodios,  seguidos de lanzamientos semanales durante el resto de la temporada de 16 episodios, con el séptimo y octavo episodios lanzados juntos el 8 de febrero, y los episodios decimoquinto y decimosexto estrenados juntos el 29 de marzo de 2023, concluyendo la temporada.  Anteriormente se esperaba que la segunda temporada se estrenara el 28 de septiembre de 2022.Se lanzará una tercera temporada el 21 de febrero de 2024, que constará de 15 episodios y concluirá el 1 de mayo. 

## Recepción
| Temporada | Temporada | Rotten Tomatoes  | Metacritic     |
| --------- | --------- | ---------------- | -------------- |
|           | 1         | 86% (11 reseñas) | 67 (7 reseñas) |
|           | 2         | 90% (20 reseñas) | —              |

### Audiencia
Según la aplicación de seguimiento de audiencia TV Time de Whip Media, Star Wars: The Bad Batch fue la nueva serie de televisión más esperada durante el mes de mayo de 2021 y fue la cuarta serie de televisión más esperada durante el mes de septiembre de 2022.  Según Nielsen, Star Wars: The Bad Batch fue la séptima serie original más reproducida en todas las plataformas, durante la semana del 3 al 9 de mayo de 2021. 
Para la segunda temporada y según la aplicación de seguimiento de audiencia TV Time de Whip Media, Star Wars: The Bad Batch fue la tercera serie original más reproducida en todas las plataformas durante la semana del 8 de enero de 2023,  la tercera durante la semana del 15 de enero de 2023,  el 3 durante la semana del 22 de enero de 2023,  el 3 durante la semana del 29 de enero de 2023,  el 3 durante la semana del 5 de febrero de 2023,  el 5 durante la semana del 12 de febrero de 2023,  el día 5 durante la semana del 19 de febrero de 2023,  el día 6 durante la semana del 26 de febrero de 2023, el 7 durante la semana del 5 de marzo de 2023,  el 6 durante la semana del 12 de marzo de 2023,  el 7 durante la semana del 19 de marzo de 2023,  y el 6 durante la semana del 26 de marzo de 2023.

### Respuesta crítica
En Rotten Tomatoes, la serie tiene una calificación de aprobación del 86% basada en 92 reseñas para su primera temporada. El consenso de los críticos del sitio web dice: "La aventura bellamente animada de The Bad Batch puede ser demasiado pesada para los espectadores casuales, pero los fanáticos disfrutarán profundizando en este elenco de personajes cobardes". En Metacritic, tiene un puntaje promedio ponderado de 67 sobre 100 basándose en 7 críticas. La segunda temporada tiene un índice de aprobación del 90% con una calificación promedio de 7.2/10 basada en 20 reseñas, el consenso de críticos del sitio web afirma: "El segundo paquete de The Bad Batch conserva todas las mismas virtudes y vicios que el primero: una elegante aventura de Star Wars dirigida a los fanáticos acérrimos a expensas de los espectadores más casuales".
Jesse Schdeen de IGN afirmó que la serie es «una digna sucesora de The Clone Wars», ya que «captura mucho de lo que hizo a The Clone Wars tan grandioso».